# Wielbark (przystanek kolejowy)
Wielbark – ogólnodostępna bocznica szlakowa i przystanek osobowy, a dawniej stacja kolejowa w mieście Wielbark, w województwie warmińsko-mazurskim, w Polsce. Znajdują się tu 2 perony.
W roku 2024 stacja obsługiwała 20–49 pasażerów na dobę.